# 黄泥堡裕固族乡
黄泥堡裕固族乡是中华人民共和国甘肃省酒泉市肃州区下辖的一个民族乡。

## 行政区划
黄泥堡裕固族乡下辖以下村级行政区划单位：
沙枣园子村、新湖村和黄泥堡村。